# Steniselma carpanetoi
Steniselma carpanetoi es una especie de coleóptero de la familia Meloidae.

## Distribución geográfica
Habita en Etiopía.